# Wappen der Vatikanstadt
Das Wappen der Vatikanstadt wurde mit der Verfassung vom 7. Juli 1929 als Staatswappen eingeführt. Bis dahin wurde stets das Wappen des jeweils regierenden Papstes verwendet, von dem sich das Wappen der Vatikanstadt ableitet. Gleichwohl ist das Wappen der Vatikanstadt sowohl von persönlichen Wappen des Papstes als auch vom Wappen des Heiligen Stuhls (das wiederum in der Flagge der Vatikanstadt enthalten ist) zu unterscheiden.

## Beschreibung
Das Wappen der Vatikanstadt zeigt die Schlüssel Petri unter der Tiara, deren Bänder, die sogenannten Infuln, die Schlüsselenden umwinden. Anders als beim päpstlichen Wappen und beim Wappen des Heiligen Stuhls, zeigt im Wappen der Vatikanstadt der Bart des goldenen Schlüssels nach rechts (heraldisch links).
Wie im päpstlichen Wappen sind die quastenbesetzten Enden der roten Kordel zuerst um den Kreuzungspunkt der Schlüssel geschlungen und dann durch die Schlüsselreiden geführt, von wo aus sie lose senkrecht nach unten hängen. 
Das Ganze liegt auf einem roten Wappenschild; Rot war bis 1808 die traditionelle päpstliche Farbe. 1808 wählte Papst Pius VII. Gelb (Gold) und Weiß (Silber) als neue päpstliche Farben, wie sie auch auf der Flagge der Vatikanstadt zu sehen sind.